# Glioblastoom
Glioblastoom, ook bekend als glioblastoma multiforme (GBM), is de meest agressieve vorm van kanker die ontstaat in de hersenen. Aanvankelijk zijn de klachten en symptomen van glioblastoom niet specifiek. Deze kunnen bestaan uit hoofdpijn, persoonlijkheidsveranderingen, misselijkheid en symptomen die lijken op die van een beroerte. De symptomen verergeren vaak snel en kunnen leiden tot het verlies van bewustzijn.

## Oorzaken
De oorzaak van glioblastoom is in de meeste gevallen niet bekend. Minder vaak voorkomende risicofactoren zijn onder meer genetische aandoeningen, zoals neurofibromatose en het Li-Fraumeni-syndroom, en eerdere bestralingstherapie. Glioblastomen komen voor in 15% van alle gevallen van hersentumoren. Zij kunnen ontstaan vanuit normale hersencellen of zich ontwikkelen vanuit een bestaand laaggradig astrocytoom. De diagnose wordt doorgaans gesteld door een combinatie van een CT-scan, MRI-scan en weefselbiopsie.

## Ziektebeeld
De typische overlevingsduur na de diagnose is 12 tot 15 maanden, waarbij minder dan 3 tot 7% van de mensen langer dan vijf jaar overleeft. Zonder behandeling bedraagt de overleving doorgaans slechts drie maanden. Het is de meest voorkomende kanker die in de hersenen begint en de tweede meest voorkomende hersentumor, na meningeoom. Per jaar ontwikkelen ongeveer 3 op de 100.000 mensen de ziekte. Het begint meestal rond de leeftijd van 64 jaar en komt vaker voor bij mannen dan bij vrouwen.

## Preventie
Er is geen methode bekend om deze vorm van kanker te voorkomen.

## Behandeling
De behandeling bestaat meestal uit een operatie, waarna chemotherapie en bestralingstherapie worden gebruikt. Het medicijn temozolomide wordt vaak ingezet als onderdeel van de chemotherapie. Hooggedoseerde steroïden kunnen worden gebruikt om de zwelling en daarmee de symptomen te verminderen. Hoe meer er van de tumor chirurgisch kan worden verwijderd, hoe langer de overleving zal zijn.
Immunotherapie wordt bestudeerd als behandeling voor de kanker.
Ondanks volledige behandeling van de tumor keert de kanker vaak terug.